# Bisdom Petrópolis
Het bisdom Petrópolis (Latijn: Dioecesis Petropolitana) is een rooms-katholiek bisdom met als zetel Petrópolis, in Brazilië. Het bisdom is suffragaan aan het aartsbisdom Niterói.

## Geschiedenis
Het bisdom werd opgericht op 13 april 1946, uit delen van de bisdommen Niterói en Barra do Piraí, en was suffragaan aan het aartsbisdom São Sebastião do Rio de Janeiro. Op 26 maart 1960 wisselde het van kerkprovincie en werd suffragaan aan het nieuw verheven aartsbisdom Niterói. 

## Parochies
Het bisdom had in 2021 een oppervlakte van 2.880 km2 en telde 838.000 inwoners waarvan 77,4% rooms-katholiek was.

## Bisschoppen
- Manuel Pedro da Cunha Cintra (3 januari 1948 - 15 februari 1984)
- José Fernandes Veloso (15 februari 1984 - 15 november 1995; coadjutor sinds 26 november 1981, hulpbisschop sinds 23 maart 1966)
- José Carlos de Lima Vaz (15 november 1995 - 12 mei 2004)
- Filippo Santoro (12 mei 2004 - 21 november 2011)
- Gregório Ben Lâmed Paixão (10 oktober 2012 - 11 oktober 2023)
- sedisvacatie

Niterói (aartsbisdom) · Campos · Nova Friburgo · Petrópolis